# Daisy Greville, Contesă de Warwick
Frances Evelyn "Daisy" Greville, Contesă de Warwick (10 decembrie 1861–26 iulie 1938) a fost o frumusețe a vremii ei și amanta regelui Eduard al VII-lea al Regatului Unit.